# Чемпионат СССР по боксу 1991
57-й чемпионат СССР по боксу проходил 23 января — 3 февраля 1991 года в Казани (Татарская АССР). Это был последний чемпионат СССР. В 1992 году в Тамбове состоялся чемпионат СНГ.

## Медалисты
| Весовая категория                   | Золото                            | Серебро                         | Бронза                                               |
| ----------------------------------- | --------------------------------- | ------------------------------- | ---------------------------------------------------- |
| Первый наилегчайший вес (до 48 кг)  | Ншан Мунчян Ереван                | Бектас Абубакиров Караганда     | Каримжан Абдрахманов Казань Алексан Налбандян Ереван |
| Второй наилегчайший вес (до 51 кг)  | Болат Темиров Гурьев              | Дамир Еникеев Санкт-Петербург   | Эргаш Каримов Ташкент М. Шаимов Алма-Ата             |
| Легчайший вес (до 54 кг)            | Владислав Антонов Санкт-Петербург | Марадек Джусупов Кокчетав       | Тимофей Скрябин Кишинёв Михаил Ананьин Ангарск       |
| Полулёгкий вес (до 57 кг)           | Кахабер Барави Тбилиси            | Фаат Гатин Казань               | Виталий Каргин Ангарск Тигран Оганесян Ереван        |
| Лёгкий вес (до 60 кг)               | Айрат Хаматов Казань              | Артур Григорян Ташкент          | Мехак Казарян Ереван М. Дапанкулов Джамбул           |
| Первый полусредний вес (до 63,5 кг) | Константин Цзю Серов              | Олег Николаев Магадан           | Асят Галеев Уфа Василий Кирилов Санкт-Петербург      |
| Второй полусредний вес (до 67 кг)   | Владимир Ерещенко Воронеж         | Тенгиз Месхадзе Кутаиси         | Евгений Зыков Мариуполь Игорь Яренко Днепропетровск  |
| Первый средний вес (до 71 кг)       | Исраел Акопкохян Ереван           | Александр Лебзяк Магадан        | Артур Гетамян Ереван Сергей Самойлов Якутск          |
| Второй средний вес (до 75 кг)       | Игорь Бунин Шахрисабз             | Камиль Хабибрахманов Целиноград | Дмитрий Выборнов Самара Зураб Палиани Тбилиси        |
| Полутяжёлый вес (до 81 кг)          | Ростислав Зауличный Львов         | Эдуард Кеосаян Новороссийск     | Игорь Илюхин Москва Сергей Клоков Липецк             |
| Тяжёлый вес (до 91 кг)              | Евгений Судаков Димитровград      | Игорь Шишкин Алма-Ата           | Михаил Гочаренко Харьков Виктор Акшонов Донецк       |
| Супертяжёлый вес (свыше 91 кг)      | Евгений Белоусов Челябинск        | Олег Маскаев Кибрай             | Николай Кульпин Павлодар Игорь Быстрицкий Омск       |